# Stenolobus solidus
Stenolobus solidus là một loài dương xỉ trong họ Davalliaceae. Loài này được G. Forst. C. Presl mô tả khoa học đầu tiên năm 1836.